# 岩手県暴力団追放推進センター
公益財団法人岩手県暴力団追放推進センター（こうえきざいだんほうじんいわてけんぼうりょくだんついほうすいしんセンター）は、 暴力団員による不当な行為の防止等に関する法律の第32条に基づき、岩手県公安委員会から暴力追放運動推進センターとして指定を受けた公益法人である。前身は、財団法人岩手県暴力団追放県民会議。

## 所在地
- 岩手県盛岡市大通1丁目2番1号　岩手県産業会館

## 暴力団の分布
岩手県内において2019年12月現在で把握することができた暴力団勢力は、10団体約140名である。このうち、六代目山口組の勢力数で約70%を占めており、近年の暴力団情勢の特徴である組織の寡占化が顕著に現れている。
| 都市   | 六代目山口組系 | 神戸山口組系 | 住吉会系 | 松葉会系 |
| ------ | -------------- | ------------ | -------- | -------- |
| 盛岡市 | 2団体          | 1団体        | 1団体    | －       |
| 奥州市 | 1団体          | －           | 1団体    | －       |
| 滝沢市 | 1団体          | －           | －       | －       |
| 釜石市 | 1団体          | －           | －       | －       |
| 一関市 | －             | －           | －       | 1団体    |
| 矢巾町 | －             | 1団体        | －       | －       |

　（2019年末現在）

## 主な事業内容
1．暴力団に関する広報、啓発活動
- 宣伝普及活動
  - 暴力団が行う不当な要求行為を防止する広報活動
    - 路線バスの車内放送による広報
    - 機関紙「暴追いわて」等の発行
    - ポスター、パンフレットの配布

  - 暴力団追放県民大会の開催

2．暴力団に関する相談
- 暴力団からの不当な要求行為に関する相談活動（相談無料・秘密厳守）
  - 面接、電話等での暴力団に関する相談
  - 責任者講習或いは事業所等での研修時の相談
  - 警察・弁護士会との連携強化
  - 暴力団の事務所の付近住民からの相談等に対する支援

3．地域暴力団追放組織に対する支援
- 民間の暴力追放運動推進組織が行う各種活動、行事の支援
  - 暴力団追放活動支援金の交付(20万円程度)
  - 資料の提供・講師派遣
  - 地域暴排組織連絡会の運営

4．暴力団離脱者に対する更生援助
- 暴力団から離脱しようとする人を手助けする活動
  - 保護矯正機関との連携強化
  - 社会復帰対策連絡会の運営
  - 離脱者の雇用事業に対する支援活動（5万円程度）
  - 離脱者に対する更生支援

5．少年に対する暴力団の影響排除
- 少年への暴力団からの働きかけを排除する活動
  - 少年の暴力団加入阻止活動
  - 少年指導委員に対する講習
  - 少年問題等の関係機関・団体への協力活動
  - 相談活動による個別の指導・助言

6．暴力団の不正行為に係る被害者の保護救済
- 暴力団組事務所明渡し訴訟、組員からの重大な物的被害を受けた者への裁判手続き訴訟費用及び被害修復費用の貸付（200万円程度）
- 暴力団員による傷害事件及び暴力団追放活動に起因した事件の被害者に対して、見舞金の支給

7．暴力団対策研究及び指導
- 警察本部、岩手県弁護士会、暴追センター3者による民暴研究会の開催
  - 暴力団対策の研究
  - 暴力団に関するアンケート調査
  - 暴力団に関する情報収集
  - 企業、団体に対する情報の提供

8．責任者講習の実施
- 公安委員会の委託を受けて事業所等の不当要求防止責任者に対し講習を実施
  - 選任時講習
  - 定期講習
  - 臨時講習

9．その他
- 暴追功労者表彰（団体、個人）
- 事業拡大に伴う賛助会員の募集活動
- 事業資金の獲得活動（賛助金・寄付金）
- その他暴追活動